# Abakan
|  | Aquest article tracta sobre la ciutat. Vegeu-ne altres significats a «riu Abakan». |

Abakan (en khakàs: Ағбан; rus: Абака́н) és una ciutat de Rússia, capital de la República de Khakàssia, al sud de Sibèria. Es troba localitzada a la part central de la Depressió de Minussinsk, en la confluència dels rius Ienissei i Abakan, a la riba contrària que Minussinsk. Es troba aproximadament a la mateixa latitud que Hamburg i Minsk. Població: 165.197 (Cens rus (2002)); 159.000 (1 de gener de 1994 est.).
El fort d'Abakan (rus: Абаканский острог) fou construït en la mateixa localització el 1675, també conegut com a Abakansk. Durant l'imperi Rus fou integrat en el gubernia de Ienissei. Durant 1823–1931 l'assentament fou conegut com a Ust-Abakanskoye, 1914–1925: Abakan, 1925–1931: Khakassk. Va rebre l'estatut de ciutat i el nom actual el 1931.

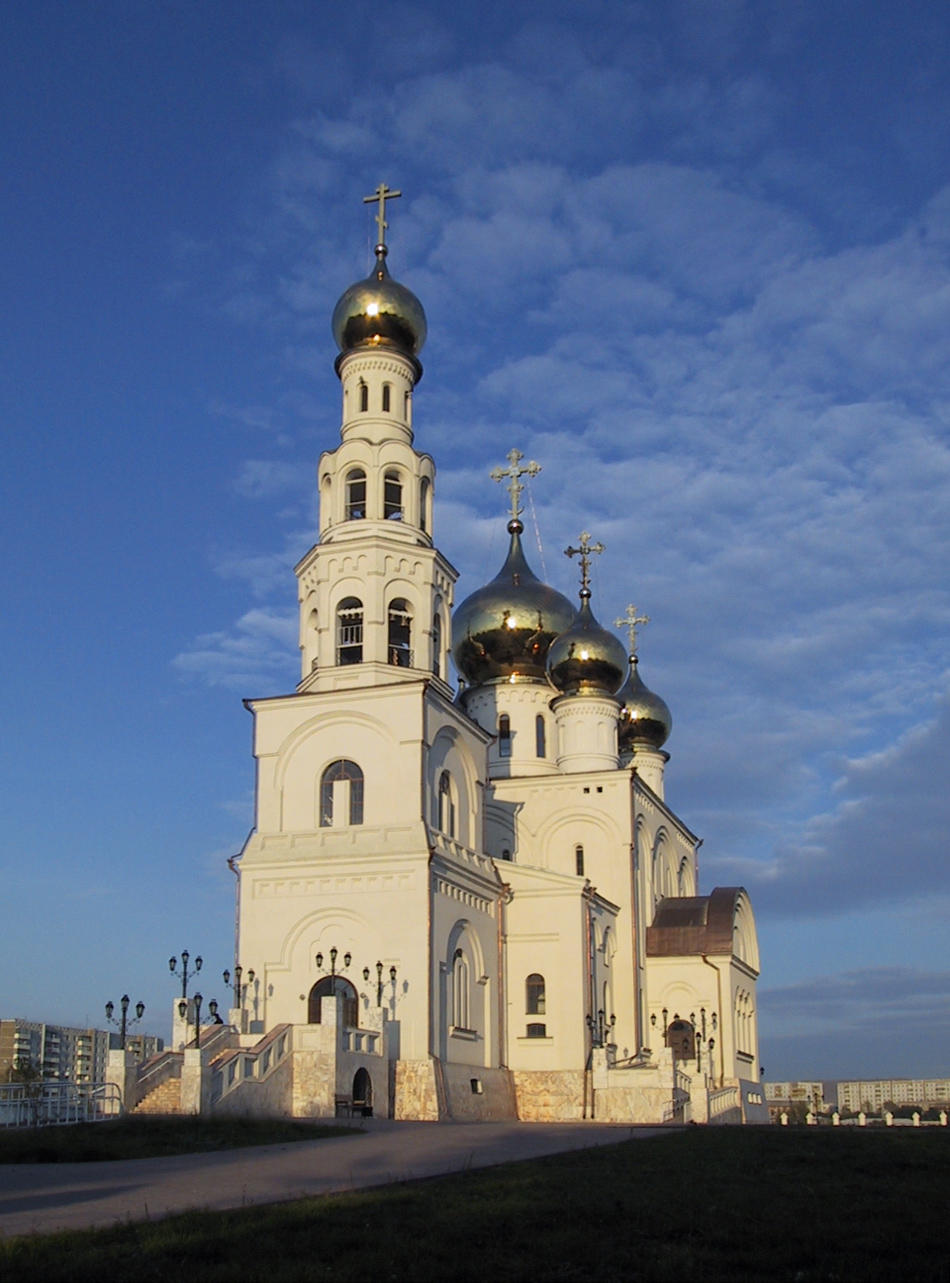
Església ortodoxa
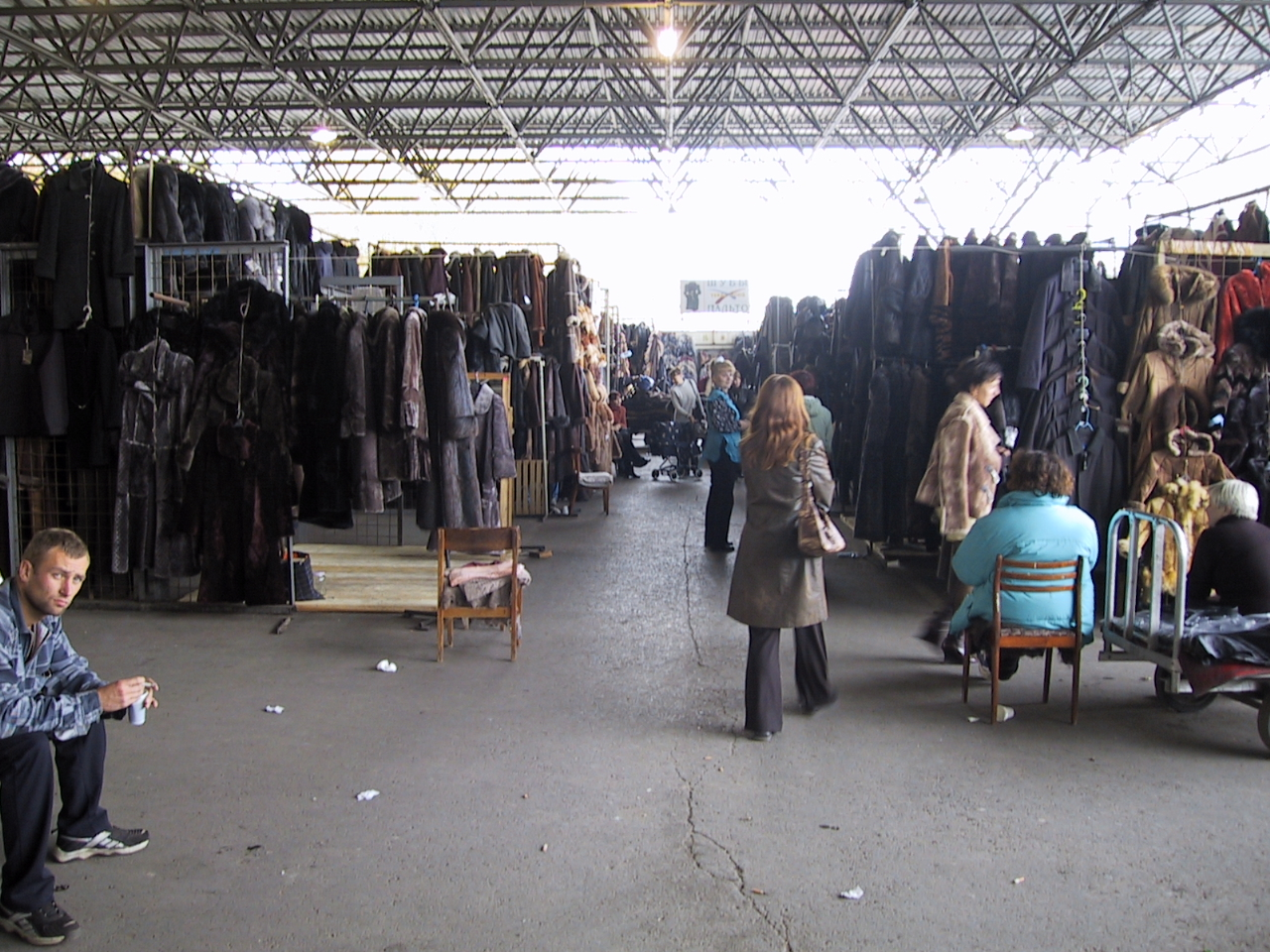
Mercat d'Abakan
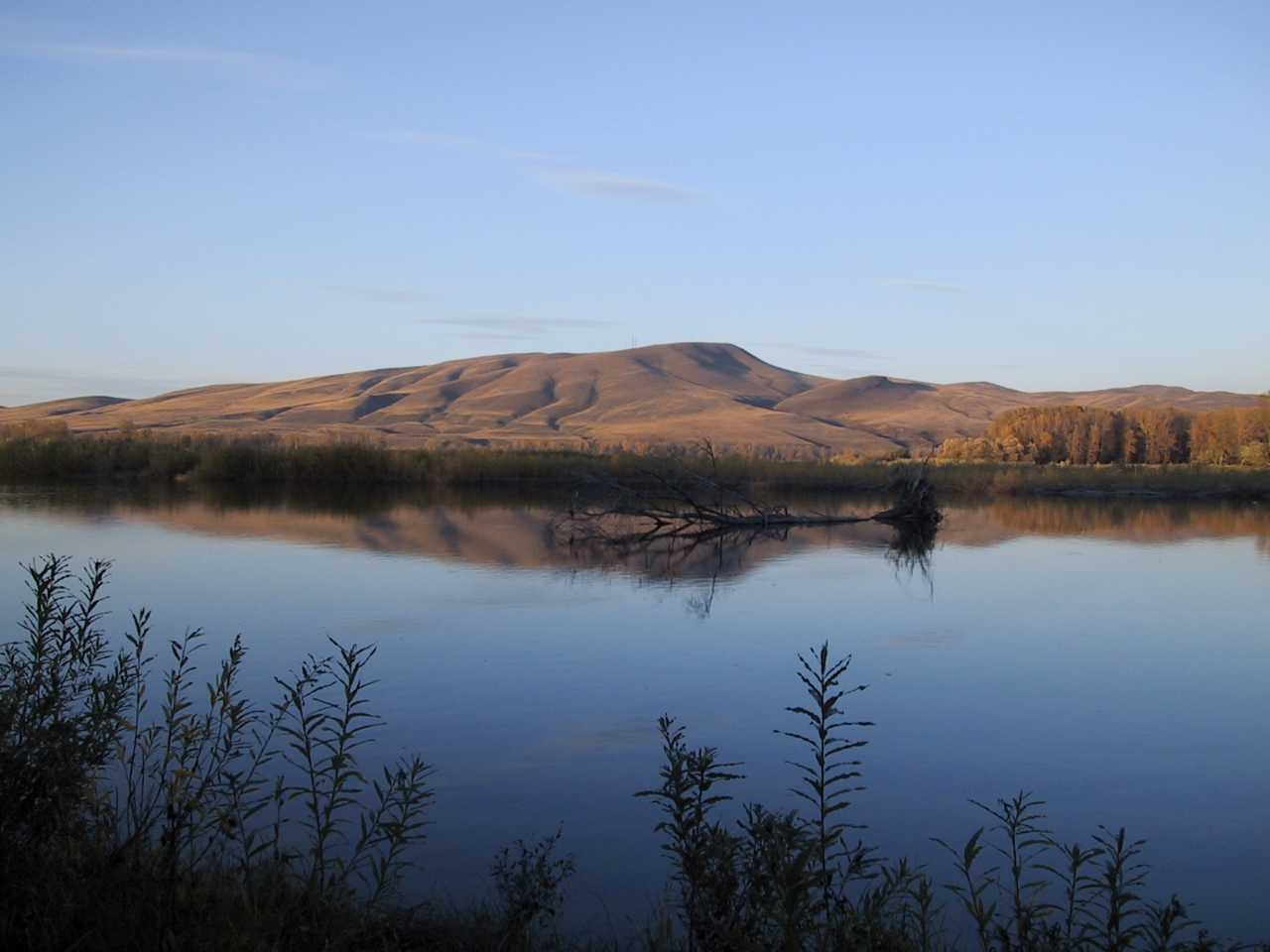
Riu dels enfores
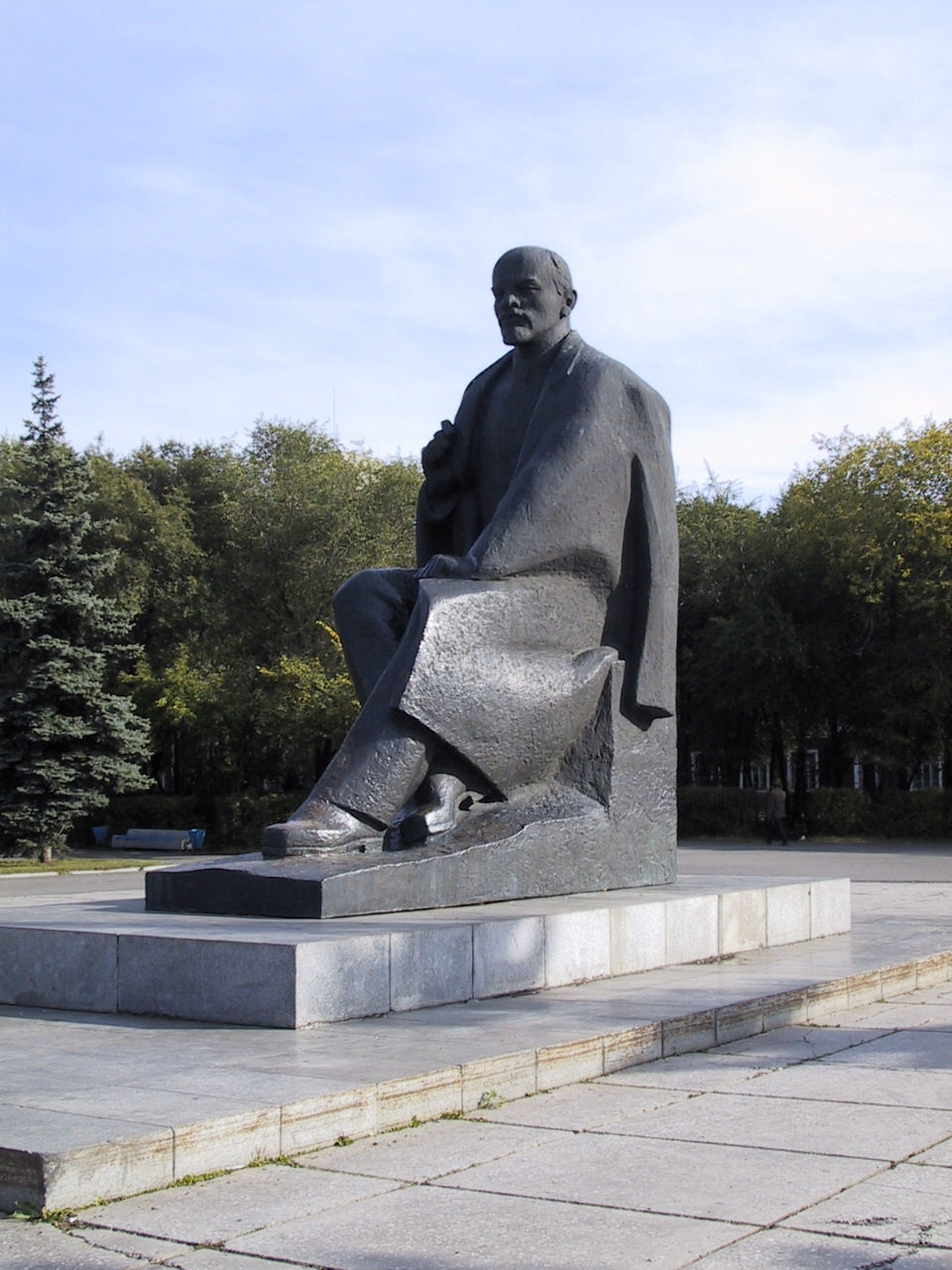
Estàtua de Lenin